# ランス川
ランス川（ランスがわ）は、フランス北西部を流れる川である。ディナールとサン・マロの間でイギリス海峡に注ぐ。
河口部にはランス潮汐発電所があり、長さ750mのダムで堰き止められている。
ヴィレーヌ川にはイル・ランス運河で繋がっている。

## 流域の自治体

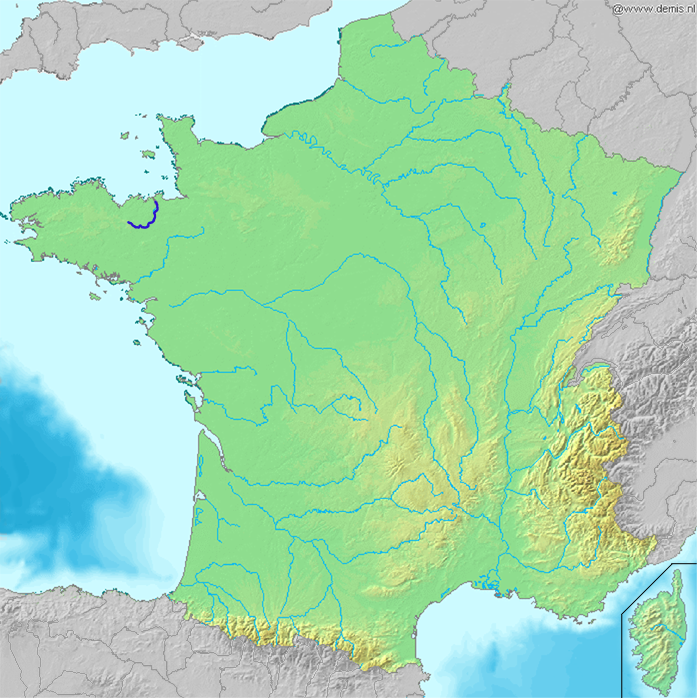
ランス川の位置

流域にある県と主な町。
コート＝ダルモール県
ディナン
イル＝エ＝ヴィレーヌ県
ディナール、サン・マロ